# Lamar (Missouri)
Lamar é uma cidade localizada no estado americano de Missouri, no Condado de Barton. É a cidade de nascimento de Harry S. Truman, 33° presidente dos Estados Unidos.

## Demografia
Segundo o censo americano de 2000, a sua população era de 4425 habitantes.
Em 2006, foi estimada uma população de 4620, um aumento de 195 (4.4%).

## Geografia
De acordo com o United States Census Bureau tem uma área de
10,7 km², dos quais 9,9 km² cobertos por terra e 0,8 km² cobertos por água.

## Localidades na vizinhança
O diagrama seguinte representa as localidades num raio de 20 km ao redor de Lamar.